# Kopcie (Węgrów)
Pour les articles homonymes, voir Kopcie.
Kopcie (prononciation : [ˈkɔpt͡ɕe]) est un village de polonais, situé dans la gmina de Grębków de la Powiat de Węgrów et dans la voïvodie de Mazovie dans le centre-est de la Pologne.
Il se situe à environ 8 kilomètres à l'est de Grębków, 17 kilomètres au sud de Węgrów, et 70 kilomètres à l'est de Varsovie.

## Histoire
De 1975 à 1998, le village appartenait à la voïvodie de Siedlce.